# Lode Morlion
Lode Morlion (23 november 1960, Elverdinge) is een Belgische politicus die opkwam voor CD&V (Dynamisch). Hij was van 2006 tot eind 2024 burgemeester van Lo-Reninge.

## Biografie
Morlion woont in deelgemeente Lo, maar is afkomstig uit deelgemeente Pollinkhove, waar hij naar de lagere school ging. Hij volgde middelbaar onderwijs aan het Sint-Stanislascollege in Poperinge, waar hij Latijn-Grieks volgde. Daarna studeerde hij graduaat kine aan het Hoger Instituut voor Paramedische Beroepen in Gent. Hij ging werken als zelfstandig kinesist en heeft samen met zijn vrouw een praktijk.
Zijn familie was actief in de gemeentepolitiek. Zijn overgrootvader Charles Morlion was begin 20ste eeuw burgemeester van Pollinkhove en zijn grootvader en vader waren schepen. Ook de familie van zijn moeder was politiek actief.
Lode Morlion ging ook in de gemeentepolitiek en vanaf 1994 was hij in Lo-Reninge OCMW-voorzitter. Na de verkiezingen van 2000 werd hij eerste schepen voor de lokale lijst Dynamisch onder burgemeester Frans Vanheule. In 2005 ging Vanheule met pensioen en Morlion werd zo begin 2006 burgemeester. Na de verkiezingen van dat jaar werd hij herkozen.
Morlion is broer van Mgr. Geert Morlion, rector van het Belgisch Pauselijk College in Rome.